# Hannah Hart
Hannah Maud Hart (n. 2 noiembrie 1986), câteodată poreclită Harto, este o personalitate pe internet, comediană, autoare și actriță americană. Este cunoscută pentru apariția ei în My Drunk Kitchen, un serial săptămânal pe YouTube în care gătește ceva în timp ce este beată. Pe lângă canalul ei principal, ea mai deține un al doilea canal, în care vorbește despre viață în general și își spune opinia în legătură cu diferite subiecte. Ea a coregizat și a jucat în filmul de comedie independent Camp Takota, apărut în 2014. A scris o parodie a unei cărți de bucate care a fost un New York Times bestseller pentru 5 săptămâni în 2014.